# Plenipotenziario
In diritto internazionale è detto plenipotenziario l'organo che, essendo munito dei cosiddetti pieni poteri, è autorizzato a negoziare e firmare un trattato internazionale per conto del proprio stato o di altro soggetto di diritto internazionale (ad esempio, la Santa Sede).
Gli stati e gli altri soggetti di diritto internazionale, di solito, muniscono dei pieni poteri uno o alcuni dei componenti degli organi (delegazioni) attraverso i quali partecipano alla negoziazione dei trattati bilaterali e alle conferenze internazionali per la conclusione di trattati plurilaterali.
I trattati sono siglati, a soli fini di autenticazione, con l'apposizione delle iniziali a piè di ogni pagina, da tutti coloro che li hanno negoziati mentre sono firmati alla fine dai soli plenipotenziari. La firma segna la conclusione del trattato e obbliga gli stati, o i diversi soggetti internazionali, ad agire in buona fede nel rispetto del medesimo. Tuttavia, salvo che il trattato disponga diversamente, con la firma essi non sono ancora parti dell'accordo: è necessario che il trattato sia ratificato dai loro organi competenti (per gli stati è, di solito, il capo dello stato o il ministro degli affari esteri) impegnandoli a rispettarlo sul piano internazionale.
Sono plenipotenziari, senza necessità di un atto specifico di conferimento dei pieni poteri:
- il capo dello stato;
- il primo ministro o, più in generale, il capo del governo comunque denominato;
- il ministro degli affari esteri o l'organo corrispondente (ad esempio, per gli Stati Uniti d'America e la Santa Sede, il segretario di stato);
- i capi missione diplomatica.

Sono inoltre plenipotenziari gli altri soggetti cui sono stati conferiti i pieni poteri con lettera del capo dello Stato (di solito limitatamente ad uno specifico trattato). Va detto che, sebbene, come si è visto, i capi missione diplomatica non necessitino del conferimento dei pieni poteri, è d'uso procedervi per la firma di trattati di particolare rilevanza.
Diverso è il significato del termine ministro plenipotenziario che designa un agente diplomatico di rango immediatamente inferiore all'ambasciatore.